# Parafia św. Mikołaja w Tuluzie
Parafia św. Mikołaja – prawosławna parafia w Tuluzie. Należy do dekanatu Francji południowo-zachodniej Arcybiskupstwa Zachodnioeuropejskich Parafii Tradycji Rosyjskiej Patriarchatu Moskiewskiego.
Erygowana w 1929. Nabożeństwa parafialne odbywają się w językach cerkiewnosłowiańskim i języku francuskim, według kalendarza gregoriańskiego (z wyłączeniem ustalania daty Wielkanocy). Twórcami parafii byli Biali emigranci z Rosji.